# Miehikkälä
Miehikkälä est une municipalité du sud-est de la Finlande. La commune se trouve dans la province de Finlande méridionale et la région de la Vallée de la Kymi.

## Géographie
La commune est très forestière. Les principaux villages sont entourés de zones agricoles, le reste de la commune est largement sauvage, avec des dizaines de lacs de dimensions réduites. La commune s'étend sur 35 km de long, de la frontière russe jusqu'à proximité immédiate du Salpausselkä.
Le Golfe de Finlande est très proche, à peine 4 kilomètres de la frontière méridionale de la municipalité.
Les communes limitrophes sont Virolahti au sud, Hamina à l'ouest, et côté Carélie du Sud Luumäki au nord et Ylämaa au nord-est.

## Histoire
La création de Miehikkälä fait suite à une décision des autorités du Grand-duché de Finlande de scinder en deux la commune de Virolahti. La petite église est inaugurée en 1881, et l'autorité communale commence à fonctionner en 1887.
Miehikkälä se retrouve en première ligne à la fin de la Guerre d'Hiver et avec l'annexion par l'URSS de l'Isthme de Carélie. Mais contrairement aux communes situées plus à l'est elle ne connaît pas de pertes territoriales.
Dès le printemps 1940 les finlandais commencent la construction de la Salpalinja, la nouvelle ligne de défense contre les soviétiques. Miehikkälä est une des communes comportant la plus forte densité de fortifications avec Luumäki, et celles-ci constituent encore aujourd'hui une attraction touristique majeure.
Après la perte définitive de la Carélie par la Finlande à la suite de la Guerre de Continuation, Miehikkälä s'agrandit en se voyant rattacher 3 villages de l'ancienne commune de Säkkijärvi. Elle compte depuis ce jour 9 kilomètres de frontière avec la Russie.
La commune n'a pas connu le moindre développement significatif de l'industrie. Elle dépend encore aujourd'hui beaucoup de l'exploitation forestière et de l'agriculture, et peine à conserver ses habitants.

## Démographie
Depuis 1980, la démographie de Miehikkälä a évolué comme suit, :
| Année      | 1980  | 1985  | 1990  | 1995  | 2000  | 2005  |
| ---------- | ----- | ----- | ----- | ----- | ----- | ----- |
| Population | 3 214 | 3 021 | 2 787 | 2 688 | 2 540 | 2 433 |

| Année      | 2010  | 2015  | 2020  |
| ---------- | ----- | ----- | ----- |
| Population | 2 210 | 2 085 | 1 858 |

## Politique et administration

### Conseil municipal
Les sièges des 19 conseillers municipaux sont répartis comme suit:
| Parti     | Parti                              | Sièges 2021–2025 |
| --------- | ---------------------------------- | ---------------- |
|           | Parti social-démocrate de Finlande | 1                |
|           | Vrais Finlandais                   | 2                |
|           | Parti de la Coalition nationale    | 4                |
|           | Parti du centre                    | 11               |
|           | Ligue verte                        | 0                |
|           | Chrétiens-démocrates               | 1                |
|           | Mouvement maintenant               | 0                |
| Sources : |                                    |                  |

## Personnalités
- Jukka Hallikainen, chanteur
- Niko Hauhia, sportif
- Kalevi Korpi, chanteur
- Sulo Nurmela, skieur
- Antti Peltola, acteur
- Eeva Ruoppa, skieuse
- Reijo Taipale, chanteur
- Martti Urpalainen, marathonien
- Yrjö Varpio, écrivain

## Galerie

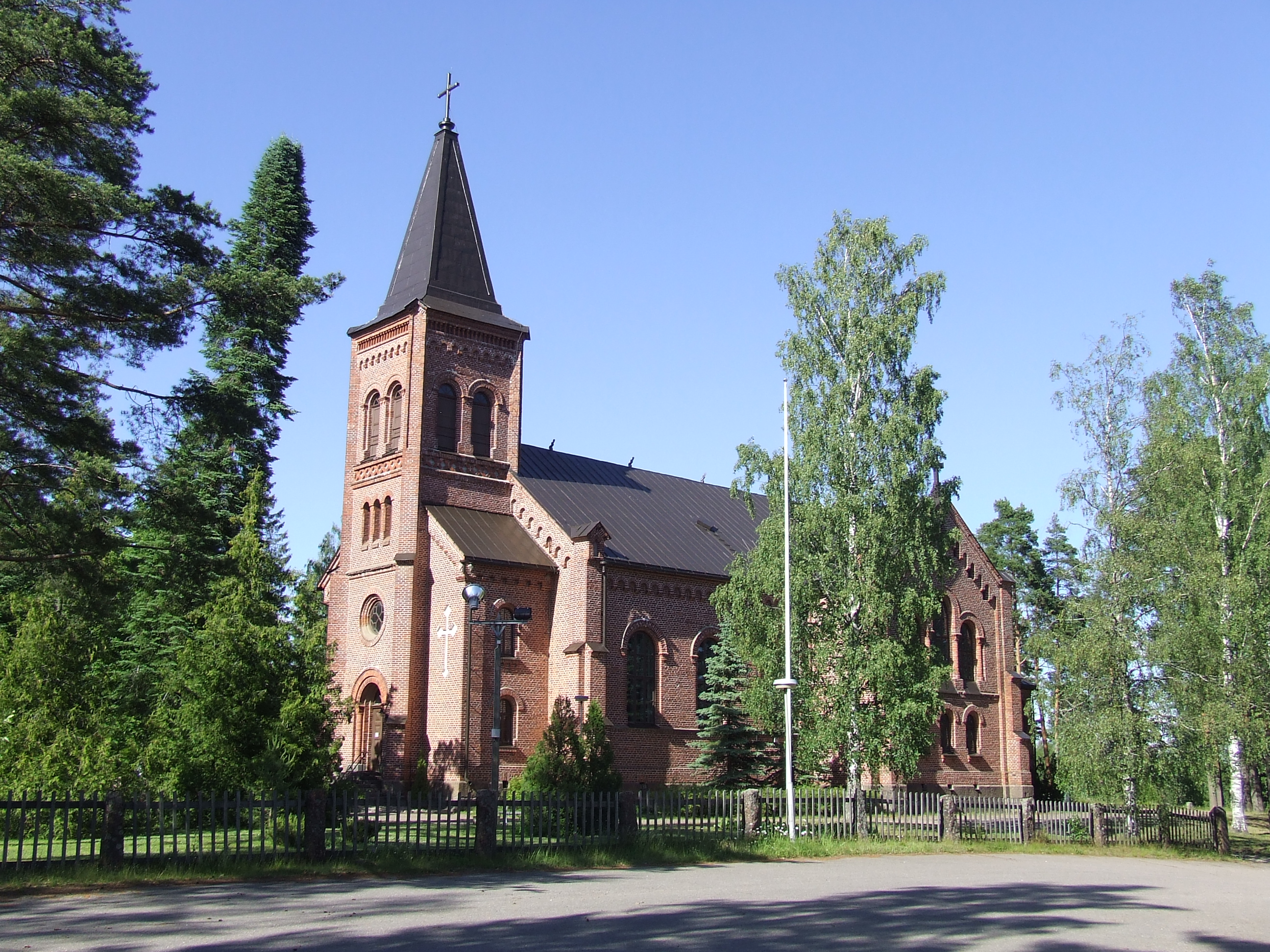
Église de Miehikkälä.
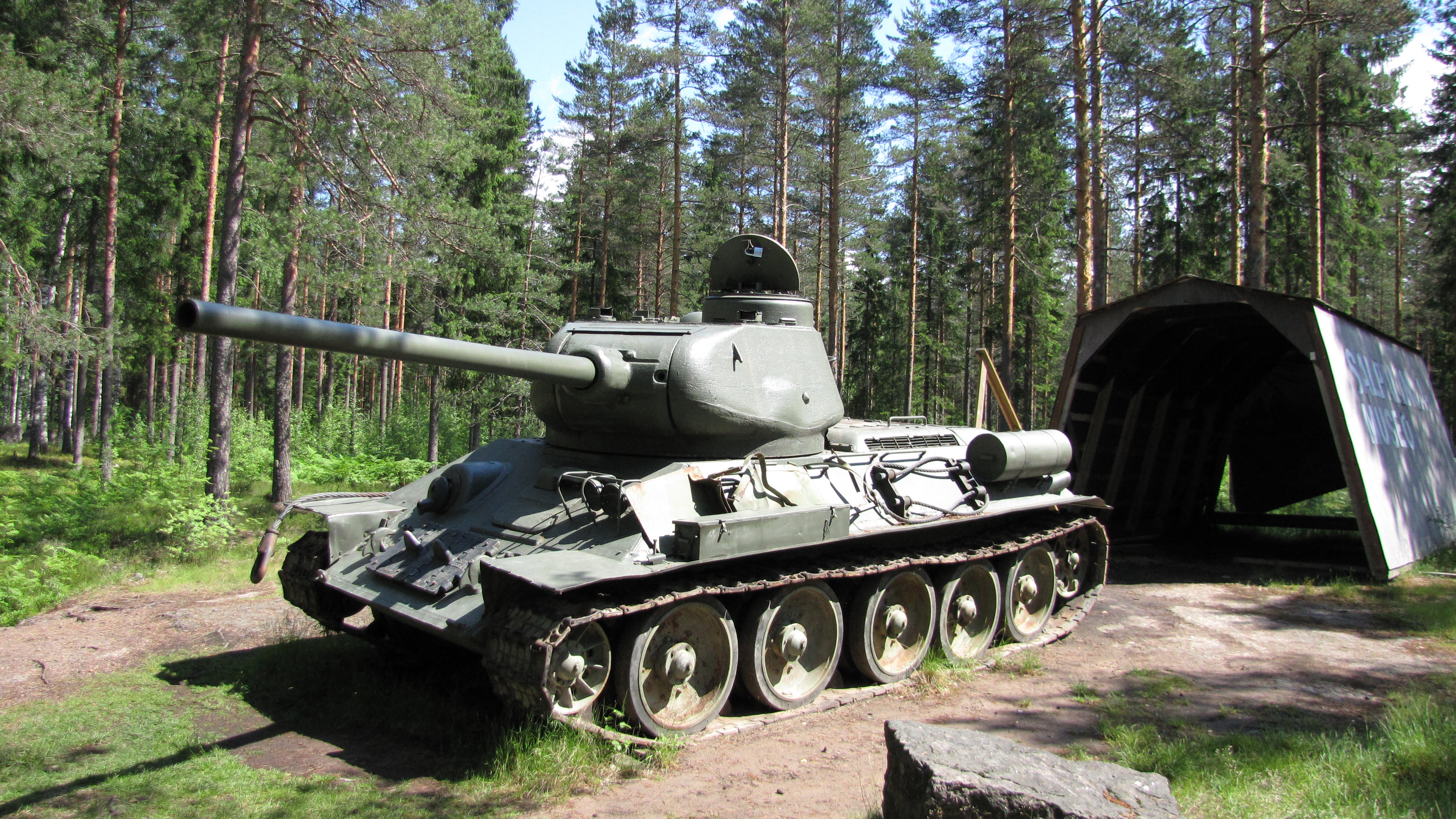
Musée de la ligne Salpa.
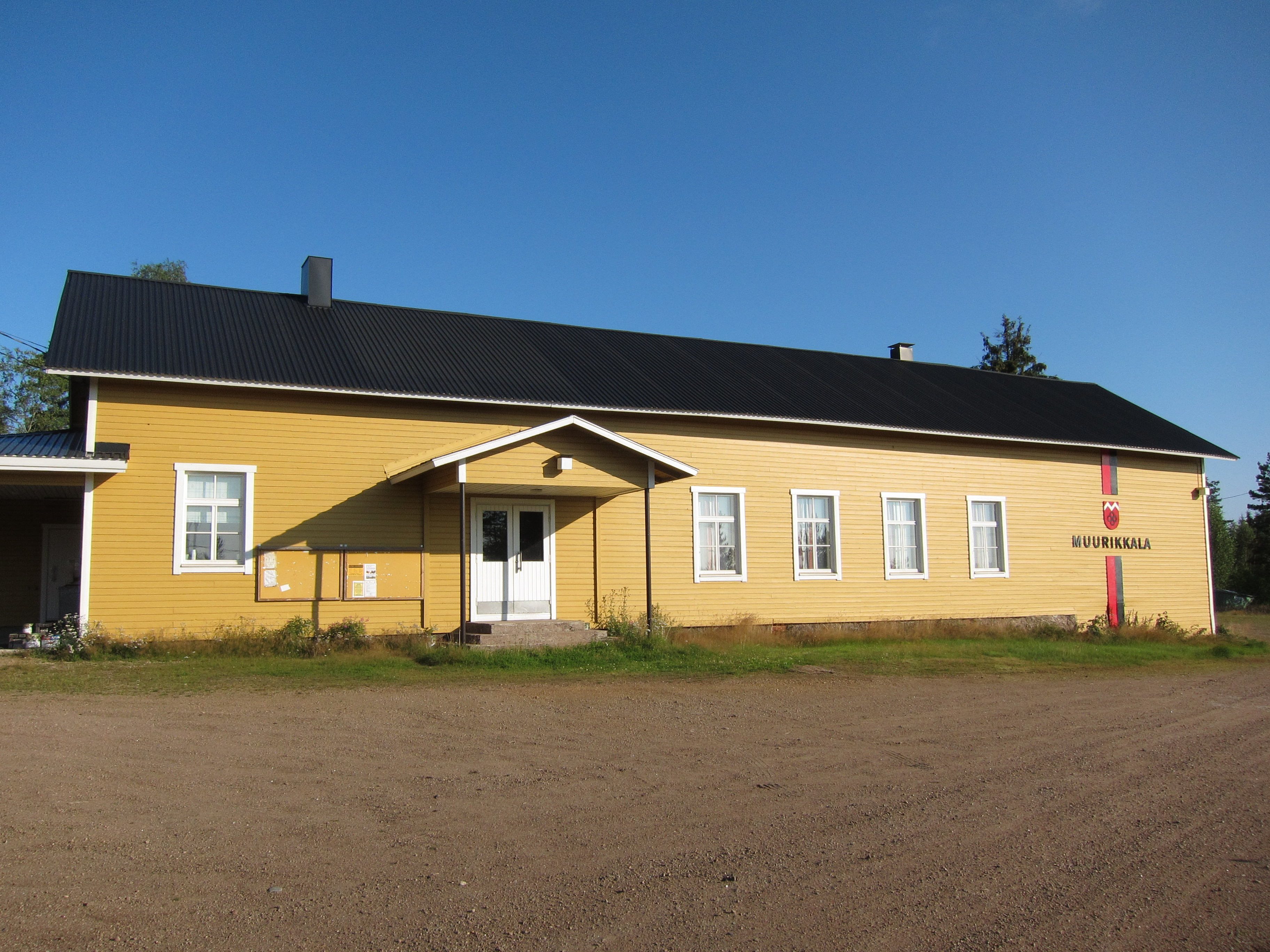
Maison des associations de Muurikkala.